# سيباستيان تيلفير
سيباستيان تيلفير (بالإنجليزية: Sebastian Telfair)‏ مواليد 9 يونيو 1985 في بروكلين، هو لاعب كرة سلة أمريكي سابق بدأ مسيرته الاحترافية في سنة 2004. يبلغ طوله 6 قدم 0 بوصة (1.8 م).

## روابط خارجية
- سيباستيان تيلفير على موقع IMDb (الإنجليزية)
- سيباستيان تيلفير على موقع إن بي أي (الإنجليزية)
- سيباستيان تيلفير على موقع سبورتس رفرنس (الإنجليزية)
- سيباستيان تيلفير على موقع كرة السلة الأوروبية.كوم (الإنجليزية)
- سيباستيان تيلفير على موقع ريلجم (الإنجليزية)
- سيباستيان تيلفير على موقع بروبوليرز (الإنجليزية)
- سيباستيان تيلفير على موقع سبورتس رفرنس (الإنجليزية)